# Свети Георги (Жегляне)
Вижте пояснителната страница за други значения на Свети Георги.
„Свети Великомъченик Георгий“ или „Свети Георги“ (на македонска литературна норма: „Свети Георгиј“, „Свети Ѓорѓи“) е поствизантийска православна църква в кумановското село Жегляне, североизточната част на Северна Македония. Част е от Кумановско-Осоговската епархия на Македонската православна църква.
Изградена е в XVII век. Двукатният иконостас в църквата е от 1874 година и е дело на двама зографи. Четирите престолни икони - на Свети Георги Победоносец, Богородица с Христос, Исус Христос и Свети Йоан Предтеча са дело на зографа Николай Михайлов. Останалите икони от иконостаса - южната и северната врата, царските двери, 12-те икони на апостоли с централната икона на Възкресението Христово, на която е подписан авторът „из руки Вено зо.“ са изработени от зографа Вено Костов от Лазарополе в 1877 г.
- „Исус Христос“, Николай Михайлов
- „Пресвета Богородица с Христос“, Николай Михайлов
- „Свети Георги“, Никола Михайлов
- „Свети Йоан Кръстител“, Никола Михайлов
- „Възкресение Христово“, Вено Костов
- Отворът над апсидата